# スティーブ・マシューズ
スティーブ・マシューズ（Steve Matthews 1970年10月13日- ）はテネシー州タラホーマ出身のアメリカンフットボール選手。ポジションはクォーターバック。

## 経歴
テネシー大学に入学、その後メンフィス大学へ転校した。1994年のシニアボウルに選出されている。
1994年のNFLドラフト7巡でカンザスシティ・チーフスに指名され、1996年まで控えQBとして3シーズンを過ごしたが、出場機会は得られなかった。1996年の夏にはNFLヨーロッパのスコティッシュ・クレイモアズでプレー、パス205回中115回成功（成功率56.1%）、1.544ヤード、9TD、10INT、QBレイティング74.8の成績を残した。
1997年8月、ジャクソンビル・ジャガーズに加入し、9月7日のニューヨーク・ジャイアンツに先発出場、パス35回中23回成功、252ヤードを獲得、インターセプトなしの活躍でチームは40-13で勝利した。ジャガーズではこの年、もう1試合に出場した。
1998年8月、ジャガーズからウェーバーされたが、テネシー・オイラーズに第3QBとして拾われ、1試合に出場、パス3回中2回成功、24ヤードを獲得した。シーズン終了後、オイラーズ（現テネシー・タイタンズ）から解雇された。
現役引退後、2001年にアリーナフットボールリーグのナッシュビル・カッツのQBコーチに就任、アリーナ2のメンフィス・エクスプローラーズでクレオ・レモンの指導などを行った後、2003年11月、アルバニー・コンクエストのヘッドコーチに就任した、2005年から高校のフットボールコーチを務めている。